# روپل، پنجاب
روپل (به انگلیسی: Rupal) یک روستا در پاکستان است که در پنجاب واقع شده‌است. روپل ۱۷۴ متر بالاتر از سطح دریا واقع شده‌است.